# Forti FG01
El Forti FG01, también denominado Forti FG01-95, fue un automóvil de Fórmula 1 para la temporada de 1995, siendo el primer automóvil fabricado por Forti Corse. El asiento número 21 fue ocupado por el piloto novato Pedro Diniz y el asiento número 22 fue ocupado por el veterano Roberto Moreno. El equipo nunca contrató a un piloto de pruebas. El motor era un Ford EDD 3.0 V8. El patrocinador principal del equipo fue Parmalat. El FG01 es notable por ser el último automóvil de F1 que utilizó una palanca de cambios manual con el patrón en "H" convencional, convertido además en el único coche de toda la parrilla con esta característica aquel año. 
El automóvil fue diseñado por Giacomo Caliri y Giorgio Stirano, con aportaciones de Sergio Rinland, y fue construido en la base del equipo en Alessandria, Italia.

## Concepto
Construir por primera vez su propio coche (tal como lo exige el reglamento de F1) fue la tarea más difícil para el equipo. Este resultó ser el principal obstáculo para Guido Forti, ya que insistió en diseñar un automóvil fiable en lugar de uno rápido. Eso fue precisamente lo que recibió: su primer coche de F1, el Forti FG01, era una máquina obsoleta, con sobrepeso y muy lenta, y ha sido descrito como nada más que "un F3000 revisado" y, más duramente, como "un terrible montón de basura".
| "Simplemente no era eficiente, y tuvimos que rediseñarlo a fondo. Aligeramos más de 60 kg de la primera versión a la última y para Silverstone ya habíamos llegado al límite de peso. Durante el año también tuvimos que volver a homologar los carenados del morro y de los laterales, desarrollar la caja de cambios semiautomática, que permitía ganar alrededor de medio segundo por vuelta, y rediseñar el monocasco, no en términos de forma pero sí en términos de la disposición de las capas de revestimiento."—–Giorgio Stirano sobre los problemas experimentados con el FG01. |

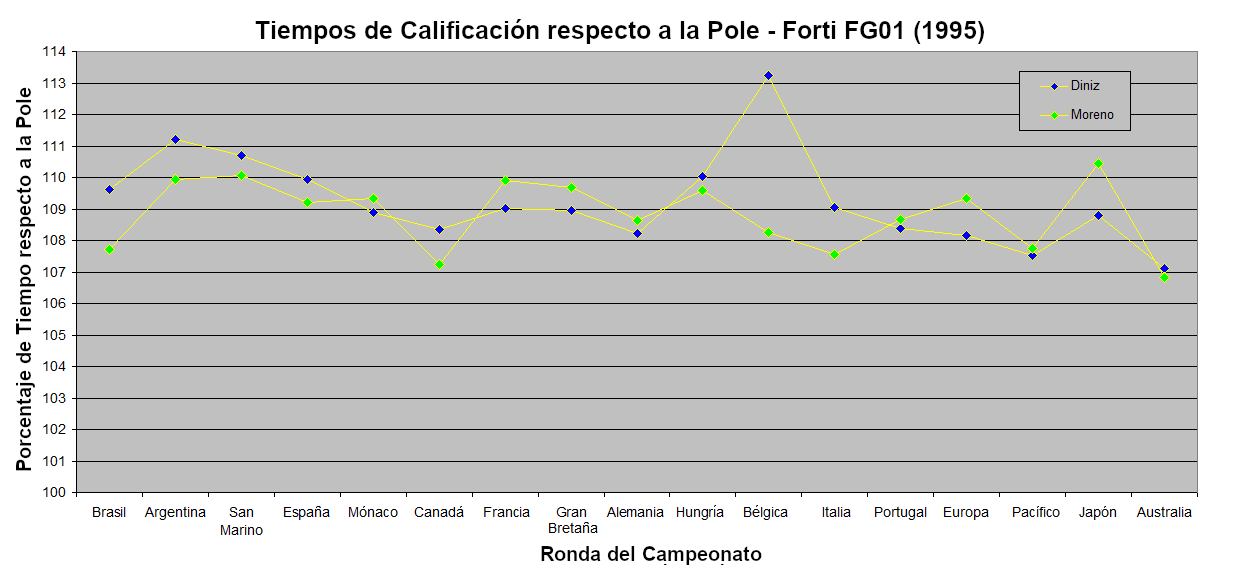
Un gráfico del rendimiento de calificación del FG01 durante la temporada

El FG01 tuvo muchas influencias. Sus raíces se remontan a la temporada 1991, cuando el ex diseñador de Brabham, Rinland, dejó el equipo británico antes de que terminara la temporada. Rinland fundó Astauto Ltd. en Tolworth, Inglaterra, contratando a varios de sus antiguos colaboradores de Brabham cuando el equipo cerró sus puertas. Brabham a su vez vendió el edificio y el túnel de viento en Chessington a Yamaha, instalaciones que Astauto alquiló para desarrollar el nuevo Fondmetal GR02, que fue diseñado y construido en junio de 1992, solo seis meses después de que Gabriele Rumi lo encargara. El Fondmetal GR02 fue el sucesor natural del Brabham BT60, en concepto, ya que fue concebido por el mismo equipo de diseño. Debido a los graves problemas financieros de Fondmetal, el GR02 corrió solo en unas pocas carreras antes de que se cerrara el equipo. Cuando a finales de 1994, Forti compró los restos del equipo Fondmetal Team, adquiriendo todos los repuestos del GR02 en el proceso, el equipo luego recurrió a Rinland para comprar el diseño de lo que habría sido el monoplaza de la F1 1993 del equipo de diseño de Astauto tras el colapso del equipo de Fondmetal. En ese momento, Rinland vivía y trabajaba en California, donde desarrollaba un nuevo proyecto ChampCar. Forti envió a California a su diseñador jefe y ex empleado de Astauto, Chris Radage, con el fin de recopilar toda la información técnica, los datos y los dibujos de Rinland, y regresó a Italia para diseñar y desarrollar el nuevo Forti FG01. Rinland se unió al equipo a principios de 1995 por un corto período como Director Técnico, una vez que regresó a Europa. Rinland ayudó a los experimentados ingenieros italianos  Giorgio Stirano y  Giacomo Caliri en el diseño del automóvil. La aerodinámica del automóvil fue completada por el ex empleado de Brabham Hans Fouche usando un túnel de viento en Sudáfrica, y el trabajo de composición fue realizado por la compañía Belco Avia. Sin embargo, se rumoreaba que el FG01 era poco más que una reelaboración del GR02.
Por lo tanto, el FG01 no prometía mucho en términos de rendimiento. Era angulado y voluminoso, con un rendimiento aerodinámico deficiente que afectaba negativamente al agarre y a su manejo; tenía una nariz gruesa, inicialmente sin toma de aire, y tenía un peso considerable y poca potencia, y usaba un pequeño motor de cliente Ford-Cosworth ED V8 financiado en gran parte por Ford do Brasil, que desarrollaba aproximadamente 100 caballos menos que el motor más potente del momento, el Renault V10 suministrado a los equipos Benetton y Williams. También fue el único automóvil que utilizaba una transmisión manual en la temporada de F1 de 1995. Lo único atractivo del automóvil era su esquema de color azul y amarillo acompañado de llantas de color verde fluorescente, lo que ilustra la influencia brasileña del equipo en su primer año. Rinland posteriormente dejó el equipo después de unas semanas, tras pelearse con la dirección del equipo por la falta de competitividad del coche.
Para 1996, el automóvil se actualizó a la especificación B, con Luca Badoer y Andrea Montermini a bordo. Finalmente fue reemplazado por el automóvil Forti FG03 para el Gran Premio de Mónaco.
|  |  |

## Resultados

### Fórmula 1
(Clave) (negrita indica pole position) (cursiva indica vuelta rápida)

| Año      | Chasis | Motor   | Neu. | N.º | Piloto            | 1   | 2   | 3   | 4   | 5   | 6   | 7   | 8   | 9   | 10  | 11  | 12  | 13  | 14  | 15  | 16  | 17  | Puntos | Pos. |
| -------- | ------ | ------- | ---- | --- | ----------------- | --- | --- | --- | --- | --- | --- | --- | --- | --- | --- | --- | --- | --- | --- | --- | --- | --- | ------ | ---- |
| 1995     | FG01   | Ford V8 | G    |     |                   | BRA | ARG | SMR | ESP | MON | CAN | FRA | GBR | GER | HUN | BEL | ITA | POR | EUR | PAC | JPN | AUS | 0      | NC   |
| 1995     | FG01   | Ford V8 | G    | 21  | Pedro Diniz       | 10  | NC  | NC  | Ret | 10  | Ret | Ret | Ret | Ret | Ret | 13  | 9   | 16  | 13  | 17  | Ret | 7   | 0      | NC   |
| 1995     | FG01   | Ford V8 | G    | 22  | Roberto Moreno    | Ret | NC  | NC  | Ret | Ret | Ret | 16  | Ret | Ret | Ret | 14  | Ret | 17  | Ret | 16  | Ret | Ret | 0      | NC   |
| 1996     | FG01B  | Ford V8 | G    |     |                   | AUS | BRA | ARG | EUR | SMR | MON | ESP | CAN | FRA | GBR | GER | HUN | BEL | ITA | POR | JPN |     | 0      | NC   |
| 1996     | FG01B  | Ford V8 | G    | 22  | Luca Badoer       | DNQ | 11  | Ret | DNQ |     |     |     |     |     |     |     |     |     |     |     |     |     | 0      | NC   |
| 1996     | FG01B  | Ford V8 | G    | 23  | Andrea Montermini | DNQ | Ret | 10  | DNQ | DNQ |     |     |     |     |     |     |     |     |     |     |     |     | 0      | NC   |
| Fuentes: |        |         |      |     |                   |     |     |     |     |     |     |     |     |     |     |     |     |     |     |     |     |     |        |      |